# Аржантеј сир Армансон
Аржантеј сир Армансон (фр. Argenteuil-sur-Armançon) насеље је и општина у источном делу централне Француске у региону Бургоња, у департману Јон која припада префектури Авалон.
По подацима из 2011. године у општини је живело 244 становника, а густина насељености је износила 8,0 становника/km². Општина се простире на површини од 30,51 km². Налази се на средњој надморској висини од 173 метара (максималној 289 m, а минималној 165 m).

## Демографија
| 1962. | 1968. | 1975. | 1982. | 1990. | 1999. | 2011. |
| ----- | ----- | ----- | ----- | ----- | ----- | ----- |
| 340   | 349   | 347   | 312   | 274   | 246   | 244   |

График промене броја становника у току последњих година